# فرانكو ناكيتش
فرانكو ناكيتش (بالكرواتية: Franko Nakić) مواليد 9 يونيو 1972 في شيبينيك، جمهورية كرواتيا الاشتراكية، هو لاعب كرة سلة كرواتي سابق. بدأ مسيرته الاحترافية في سنة 1992. يبلغ طوله 6 قدم 7 بوصة (2.0 م). اعتزل اللعب في 2006.

## المسيرة الاحترافية
لعب مع نادي أولمبياكوس لكرة السلة من سنة 1992 إلى 1998، ثم لعب مع ألبا برلين في الدوري الألماني في موسم 1998–1999، ثم لعب مع نادي إراكليس سالونيك لكرة السلة في موسم 2000–2001، ثم لعب مع نادي أريس لكرة السلة في موسم 2001–2002، ثم لعب مع دون بوسكو ليفورنو في الدوري الإيطالي في سنة 2004.